# 薛氏寬鰓鮟鱇
薛氏寬鰓鮟鱇（学名：Sladenia shaefers），為輻鰭魚綱鮟鱇目鮟鱇亞目鮟鱇科的其中一種，分布於中西大西洋區的哥倫比亞及委內瑞拉海域，棲息深度900-1200公尺，體長可達28公分，為深海底棲性魚類，屬肉食性，生活習性不明。

## 擴展閱讀
維基物種上的相關：薛氏寬鰓鮟鱇